# Smart Home
Smart Home ist ein  Oberbegriff für technische Verfahren und Systeme zur Gebäudeautomation in Wohnräumen und -häusern, in deren Mittelpunkt eine Erhöhung von Wohn- und Lebensqualität, Sicherheit und effizienter Energienutzung auf Basis vernetzter und fernsteuerbarer Geräte und Installationen sowie automatisierbarer Abläufe steht. Unter Smart Home fällt sowohl die Vernetzung von Haustechnik und Haushaltsgeräten (zum Beispiel Lichtquellen, Jalousien, Heizung, aber auch Herd, Kühlschrank und Waschmaschine), als auch die Vernetzung von Komponenten der Unterhaltungselektronik (etwa die zentrale Speicherung und heimweite Nutzung von Video- und Audio-Inhalten).
Von einem Smart Home spricht man insbesondere, wenn die im Haus verwendeten Smart Lighting, Taster und Geräte untereinander vernetzt sind, Geräte Daten speichern und eine eigene Logik abbilden können. Geräte sind teilweise auch getaggt, was bedeutet, dass zu den Geräten im Smart Home Informationen zum Beispiel über Hersteller, Produktnamen und Leistung hinterlegt sind. Dabei besitzt das Smart Home eine eigene Programmierschnittstelle, die gegebenenfalls auch via Internet angesprochen und über im Smart Home integrierte Webserver oder erweiterbare Anwendungssoftware und Mobile Apps gesteuert werden kann.
Eng verwandt mit diesen Verfahren und Systemen sind solche des Smart Metering, bei denen der Schwerpunkt auf dem Messen und einer intelligenten Regulierung des Energieverbrauchs liegt.

## Begriff
Neben „Smart Home“ haben sich Begriffe wie Intelligentes Wohnen (siehe auch Ambient Assisted Living), „eHome“, „Smart Living“, „Digital Lifestyle“ und weitere Bezeichnungen etabliert, die sich teils nur in Bedeutungsschattierungen unterscheiden. Zudem verwenden Hersteller von Smart-Home-Anlagen und -komponenten weitere, speziell auf deren individuelles Marketing abgestimmte Begriffe.

## Geschichte
Die ersten Heimautomations-Ambitionen entwickelten sich in den 1930er Jahren mit der Verbreitung von elektrisch betriebenen Haushaltsgeräten im 220 V Niederspannungsnetz. Im Jahr 1975 wurde die erste allgemeine Hausautomation-Netzwerktechnologie  X10 entwickelt und von Busch-Jaeger unter dem Namen Timac X10 eingeführt. Das auf 2 Drehschaltern basierende System zeichnet sich durch extrem einfache Konfiguration und interessante Funktionen aus. Als Weiterentwicklung des X10 führte Busch-Jaeger im Jahr 1998 den Powernet EIB in Deutschland ein. Das ebenfalls auf dem 230 V-Stromnetz basierende System fügte sich nahtlos in die Welt des Europäischen Installationsbus (EIB/ KNX) ein. Als ein wesentlicher Katalysator der Digitalen Revolution gilt seit den 1990er Jahren auch die Smart-Home-Technologie. Mit der 1993 veröffentlichten, umfangreichen Revision der DIN 276 wurde die Gebäudeautomation (GA) als eigenständige Kostengruppe bei den Baukosten eingeführt.
Im April 2001 wurde die Fraunhofer-inHaus-Forschungsanlage in der Nähe des Fraunhofer IMS und der Universität Duisburg-Essen eröffnet. Im inHaus erforschen, entwickeln, testen und demonstrieren Hersteller, Dienstleister und Nutzer mit Fraunhofer-Instituten für das Geschäftsfeld Wohnen auf einem ca. 1.000 m² großen Gelände seitdem gemeinsam neuartige Systemlösungen durch Integration von Produktkomponenten aller Art im Wohnumfeld.
Entwickelt im Rahmen eines Architekturwettbewerbs im Jahr 2001, wurde Anfang 2005 auf dem Gelände der Bundesgartenschau in München das Haus der Gegenwart erbaut. Das Haus war aufgrund seiner flexiblen Nutzung und vernetzten Steuerung eine Weiterentwicklung eines herkömmlichen Einfamilienhauses. Alle elektronischen Vorgänge im Haus ließen sich zentral steuern. Im Jahr 2011 wurde das „Haus der Gegenwart“ geschlossen.

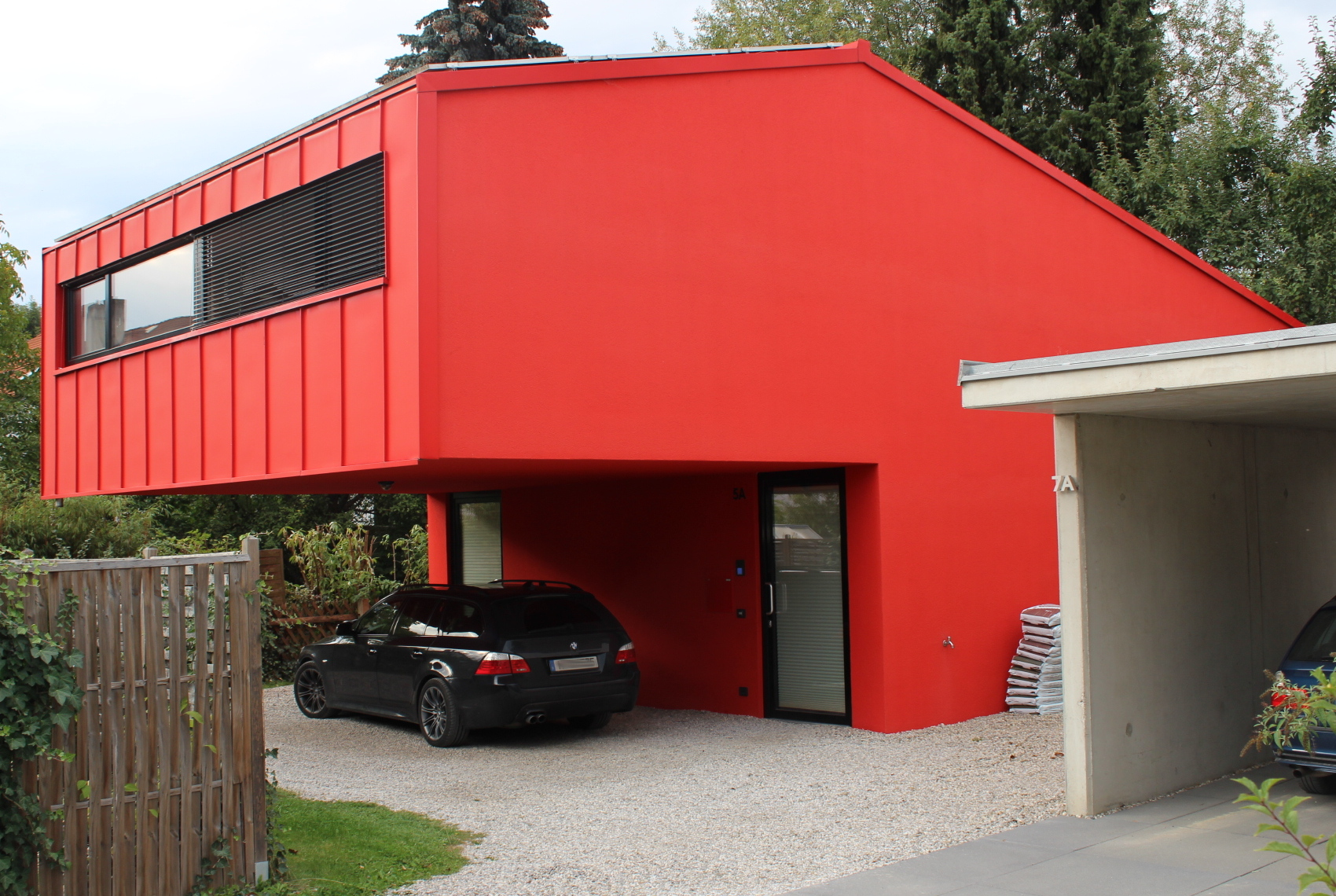
„Haus V“ in Unterföhring;
Bauausführung: Jakob Bader Architektur, München

Von März 2005 bis Juli 2006 bot die deutsche Telekom der interessierten Öffentlichkeit ein voll vernetztes „intelligentes“ Musterhaus, das T-Com-Haus in Berlin. Im Zentrum stand die Möglichkeit, angeschlossene Hausgeräte einzeln oder als zusammengefasste Gerätegruppen per PDA oder Multifunktionsbildschirm zu steuern und Statusabfragen von unterwegs durchzuführen. Seit 2013 bietet die Deutsche Telekom in Darmstadt ein neues Smart-Home-Musterhaus. Darin lassen sich Geräte wie Heizung, Lampen, Waschmaschine oder andere kompatible elektrische Geräte unterschiedlicher Hersteller mit verschiedenen Funkstandards per Smartphone, Tablet oder PC steuern und kontrollieren. Das Musterhaus ist ein Projekt der Initiative QIVICON, die Smart-Home-Produkte unterschiedlicher Hersteller kombiniert.
Seit 2012 fördert das BMWi das „Zertifizierungsprogramm Smart Home + Building“, bei dem Vertreter von akademischen Einrichtungen und Industrieunternehmen versuchen, gemeinsame Standards und ein Prüfsiegel für systemübergreifende Interoperabilität im Smart Home zu entwickeln. Partner sind der VDE Verband der Elektrotechnik Elektronik Informationstechnik e. V., das Deutsche Dialog Institut, das VDE Institut, der Connected Living e. V., die Kellendonk Elektronik GmbH und das DAI-Labor an der TU Berlin.
Der deutsche Markt für Smart Home soll bis 2025 einen Umsatz von 19 Milliarden Euro erwirtschaften. Laut einer Prognose des Consulting-Unternehmens Deloitte könnte der Jahresumsatz für das vernetzte Wohnen bis 2017 bei rund 4,1 Milliarden Euro liegen. Inzwischen interessieren sich mehr als drei Viertel der deutschen Internet-Nutzer für die Smart-Home-Technologie.
Die Erfolgsfaktoren und die rasante Entwicklung dieser Technik gehen vor allem auf soziologische, aber auch soziodemografische Entwicklungen zurück: Treibende Kennzeichen sind dabei die digitale Vernetzung, der Wunsch nach mehr Komfort und Energieeffizienz, die Alterung der Gesellschaft und ein steigendes Umweltbewusstsein. Diese Trends erkennen auch immer mehr Unternehmen. So stand das Thema Smart Home und vernetzte Technik bei der Internationalen Funkausstellung (IFA) 2014 und 2015 im Schwerpunkt vieler Aussteller. Neben weiter verbesserter Bild- und Tonqualität im digitalen TV- und HiFi-Bereich war vor allem 2014 sowie 2015 der Fokus auf Vernetzung der Technik in verschiedenen Wohn- und Lebensbereichen als globaler Trend der Messe zu verzeichnen.
Nach einer im August 2021 durch den Digitalverband Bitkom veröffentlichten repräsentativen Umfrage nutzen vier von zehn Menschen in Deutschland Smart-Home-Anwendungen. Am weitesten verbreitet sind smarte Lampen und Leuchten, die im Zuhause von 29 Prozent der Smart-Home-Nutzer zum Einsatz kommen. Danach folgen smarte Video-Überwachung (23 Prozent) und smarte Alarmanlagen (21 Prozent). Immer verbreiteter sind Haushaltsroboter: 13 Prozent setzen Staubsaugerroboter ein (2020: 9 Prozent), Rasenmähroboter verwenden 16 Prozent (2020: 8 Prozent).

## Hausautomation

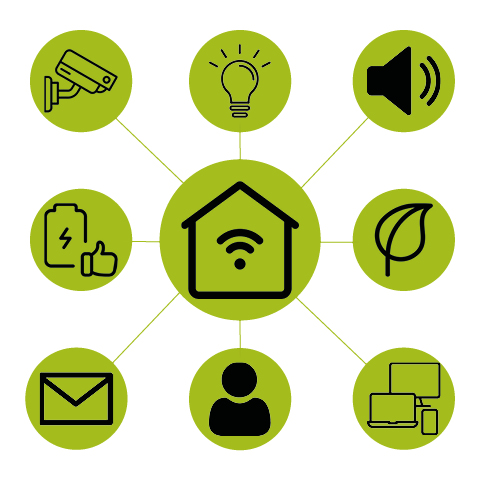
Modulares Baukastenprinzip der Hausautomation.

Unter den Begriff Hausautomation fällt die Gesamtheit von Überwachungs-, Steuer-, Regel- und Optimierungseinrichtungen in privat genutzten Wohnhäusern/Wohnungen. Insbesondere bezieht sich der Begriff auf die Steuerung direkt mit dem Haus verbundener Einrichtungen wie einer Alarmanlage, der Beleuchtung, der Jalousien, der Heizung und ähnlicher Komponenten.
Mittels der Hausautomation ist es unter anderem möglich, Licht und Heizung zeit- und bedarfsgerecht zu steuern, die Jalousien abhängig vom Lichteinfall herauf- oder herunter zu fahren, und komplexe Abläufe in programmierbare Szenarien zusammenzufassen: So kann mittels Hausautomation beispielsweise Anwesenheit simuliert werden, indem die Steuerung nacheinander in mehreren Räumen das Licht, den Fernseher und andere von außen sicht- und hörbare Einrichtungen ein- und später wieder ausschaltet. Die Einrichtung von Hausautomationssystemen bietet nicht nur zusätzlichen Komfort, sondern beinhaltet auch energieeffiziente Aspekte. Durch die Automatisierung von Licht- und Heizungssystemen sollen Einsparungen von bis zu 30 % an Energie erzielt werden. Darüber hinaus bieten viele Smart-Home-Produkte Funktionen zur Überwachung des individuellen Energieverbrauchs, was den Nutzern ermöglicht, ihren Energieverbrauch effektiv zu verfolgen. Spezielle Produkte gibt es auch im Smart-Metering-Bereich.
Zur Hausautomation gehört auch die Fernsteuerbarkeit dieser Komponenten, entweder via Internet oder über das Telefonnetz. Als beispielhaftes Szenario sei das Einschalten der Heizung via Smartphone eine Stunde vor der Heimkehr genannt, so dass die bis dahin kalte Wohnung bei der Ankunft bereits angenehm warm ist, ohne dass während der gesamten Abwesenheit Energie verschwendet worden wäre.
Im Jahr 2019 nutzten bereits 18 Prozent der Deutschen eine smarte Beleuchtung, 14 Prozent eine intelligente Heizung bzw. intelligente Heizkörperthermostate und 9 Prozent intelligente Rollläden und Markisen.

## Smart Metering
Eng verwandt mit der Hausautomation ist das Smart Metering. Gemeint ist ein System, das über einen „intelligenten Zähler“ verfügt, der den tatsächlichen Verbrauch von Strom, Wasser und/oder Gas und die tatsächliche Nutzungszeit misst und in ein Kommunikationsnetz eingebunden ist (Intelligenter Stromverbrauch). Aufgrund dieser Möglichkeit sollen dem Endverbraucher von der Tageszeit abhängige und ggf. billigere Energiekosten angeboten werden, um damit dem Energieversorger im Gegenzug die Möglichkeit zu geben, die vorhandene Kraftwerkinfrastruktur besser auszunutzen sowie Investitionen für Spitzenlastausbau zu vermeiden oder zurückzustellen. Zugleich erhöht Smart Metering für den Endverbraucher die Transparenz, was den Energie- und Ressourcenverbrauch betrifft, und hilft ihm, verbrauchssenkende Maßnahmen zu ergreifen.

## Haushaltsgeräte
Im Smart Home spielt auch die Automatisierung von Abläufen im Haushalt eine Rolle. Unter Haushaltsgeräte-Automation versteht man etwa die Vernetzung, Fernsteuerung und Programmierung von Elektrohaushaltsgeräten wie Herd, Kühlschrank, Waschmaschine oder Kaffeeautomat. Elektronische Türschlösser können mit dem Smartphone manuell gesteuert oder mit Geofencing automatisch geöffnet oder versperrt werden.

## Unterhaltungselektronik
Zu den typischen Szenarien vernetzter Unterhaltungselektronik gehört die zentrale Speicherung von Medien wie Fotos, Musik und Filmen, die über entsprechende Serversysteme hausweit abrufbar sind. Realisiert wird eine solche Vernetzung typischerweise mit Hilfe von Universal Plug and Play (UPnP)- oder DLNA-zertifizierten Komponenten. Die Übertragung der Medien erfolgt drahtlos über ein WLAN oder kabelgebunden via Ethernet. Beschränkt sich die Heimvernetzung ausschließlich auf Komponenten der Unterhaltungselektronik, wird im Allgemeinen nicht von einem „Smart Home“ gesprochen.

## Sicherheit
Zur Gebäudesicherheit werden mehrere Sensoren und/oder sicherheitsrelevante elektronische Geräte im Haus installiert, die im Fall der Fälle Benachrichtigungen (Signale) aussenden können. Sicherheitsrelevante Sensoren oder Geräte sind z. B. Wassersensoren, Bewegungssensoren, Tür- und Fenstersensoren, Rauchmelder oder Überwachungskameras. Alle sicherheitsrelevanten Geräte können auf Basis von Regeln miteinander kommunizieren und Aktionen auslösen. Eine Kamera könnte beispielsweise ein Foto aufnehmen, wenn eine Tür aufgeht und gleichzeitig im Raum eine Bewegung erkannt wird.
Eine Erweiterung stellen interaktive Video-Türklingeln dar. Diese verbinden den Überwachungsaspekt mit den Funktionen einer Gegensprechanlage; zudem ist eine Türöffnung per Smartphone möglich. So können Anwender nicht nur ortsunabhängig das eigene Grundstück bewachen, sondern auch mit Gästen sprechen und diese ins Haus lassen. Anbieter auf dem deutschen Markt sind u. a. Bitron, Doorbird und Doorbot.
Ein Smart Home ist nicht nur in der Lage, das Zuhause zu sichern, sondern auch die Gesundheit dessen Bewohner. So sind in vielen Smart-Home-Geräten sensible Sensoren verbaut, die z. B. die Kohlenstoffmonoxid-Konzentration, die Luftbelastung durch Pollen, die Temperatur und die Luftfeuchtigkeit messen. Bei einer zu hohen Konzentration von Stoffen, die gefährlich sein oder werden könnten, wird das Zuhause über den automatischen Fensteröffner durchgelüftet oder aber zumindest eine Sicherheitsmeldung abgesetzt.

## Kritik
Obwohl ein Smart Home die Sicherheit seiner Bewohner steigern kann, ist nicht auszuschließen, dass es zu Angriffen auf Smart Homes durch Hacker kommt. Die Überwachung von Bewohnern und das Öffnen von Türen wären etwa denkbare Folgen. Eine detaillierte Diskussion derartiger Aspekte finden sich in der akademischen Betrachtung sowie in Presseberichten.